# جامعة الإسكندرية الأهلية
جامعة الإسكندرية الأهلية هي جامعة أهلية مصرية، تُعد جزء من جامعة الإسكندرية، صدر قرار إنشاءها من مجلس جامعة الإسكندرية في 1 أبريل 2021 تقع في منطقة سموحة الجديدة على مساحة 30 فدان، وتم تشكيل لجنة لعمل الدراسات اللازمة الخاصة بالجامعة وتحديد الكليات والأقسام العلمية واللوائح المنظمة لها، وتضم الجامعة عدد 14 كلية في مختلف التخصصات، بدأت أعمال إنشاءات الجامعة في نوفمبر 2021، وبدأت الدراسة في ستة كليات في سبتمبر 2022.

## الكليات
تضم الجامعة 14 كلية هي:
- كلية الطب
- كلية طب الأسنان
- كلية الصيدلة
- كلية الهندسة
- كلية السياحة والفنادق
- كلية العلوم الزراعية
- كلية العلوم الاجتماعية والإنسانية
- كلية الاقتصاد وعلوم تكنولوجيا الاداره
- كلية الفنون والتصميم
- كلية الدراسات القانونية
- كلية التمريض

## وصلات خارجية
- الموقع الرسمي للجامعة.
- الصفحة الرسمية للجامعة على موقع فيس بوك.